# Lluna de mel per a tres
Lluna de mel per a tres (títol original: Honeymoon in Vegas) és un film americà dirigida per Andrew Bergman, estrenada l'any 1992. Ha estat doblada al català. Nominada al Globus d'Or a la millor pel·lícula musical o còmica 1992 i al Globus d'Or al millor actor musical o còmic 1992 (Cage)

## Argument
Jack Singer, detectiu privat, especialista del delicte de les parelles adulteres, rebutja casar-se amb Betsy, per por de comprometre's. Després de diversos anys d'unió lliure, la seva relació va cada cop pitjor. Jack comprèn que s'ha de casar amb Betsy si desitja conservar-la. Marxa llavors de viatge amb ella a Las Vegas, capital mundial del matrimoni. Arriben al mateix moment que Tommy Corman, un truà i jugador professional, sòsies de la seva dona morta fa poc. Tommy ho farà tot per conquistar-la.
Jack participa molt oportunament en una partida de pòquer al voltant d'una taula organitzada per Tommy. Després d'haver perdut $420 pensa quedar-se allà. Però Tommy, així com un altre jugador que potser és una comparsa, el provoca i li proposa prestar-li fitxes per prosseguir la partida. Desgraciadament Jack no té tots els diners corresponents a les fitxes en qüestió - no hauria doncs d'haver acceptat de jugar més - i perd $60000. Jack és llavors obligat a acceptar la inquietant proposició de Tommy.
Més tard, el desenvolupament d'aquesta partida preocupa Betsy. En efecte, quina era la probabilitat que Jack, quan tenia una escala de color a la sota (de trèvols), es trobés contra una escala de color a la reina (de cors)! Tommy respon que un jugador aficionat no pot realment batre un jugador professional.

## Repartiment
- James Caan: Tommy Korman
- Nicolas Cage: Jack Singer
- Sarah Jessica Parker: Betsy / Donna
- Pat Morita: Mahi Mahi, el taxista de Hawaii
- Johnny Williams: Johnny Sandwich, el soci de Tommy
- John Capodice: Sally Molars
- Robert Costanzo: Sidney Tomashefsky
- Peter Boyle: Cap Orman
- Burton Gilliam: Roy Bacon
- Brent Hinkley: Vern
- Dean Hallo: Lyle
- Seymour Cassel: Tony Cataracts
- Jerry Tarkanian: Sid Feder
- Keone Young: Eddie Wong
- Anne Bancroft: Bea Singer, la mare de Jack
- Burton Gilliam: Roy Bacon
- Tony Shalhoub: Buddy Walker
- Ben Stein: Walter
- Bruno Mars: Petit Elvis (caméo)